# 楊惇 (成化進士)
楊惇（1437年—1487年），字載夫，直隸廬州府六安州人，明朝政治人物。

## 生平
成化五年（1469年）己丑科進士，授浦城縣知縣，舉卓異，升光祿寺丞、少卿。官至光祿寺卿。成化二十三年（1487年）卒。

## 家族
曾祖楊貴，祖楊昇，父楊佐，母裴氏。